# انتخابات الرئاسة التشيلية 1993
انتخابات الرئاسة التشيلية 1993 هي الانتخابات الرئاسية التي جرت في 11 ديسمبر 1993، في تشيلي، لانتخاب رئيس تشيلي، فاز بالانتخابات إدواردو فراي رويز تاجل.